# کارل دوزه
کارل دوزه (آلمانی: Karl Dröse; ۲۷ دسامبر ۱۹۱۳ – ۱۶ سپتامبر ۱۹۹۶) بازیکن هاکی روی چمن اهل آلمان بود.